# Kiltsi (stacja kolejowa)
Kiltsi – stacja kolejowa w miejscowości Kiltsi, w prowincji Virumaa Zachodnia, w Estonii. Położona jest na linii Tapa - Tartu. 

## Historia
Stacja powstała w czasach carskich. Początkowo nosiła nazwę Ассъ (Ass).

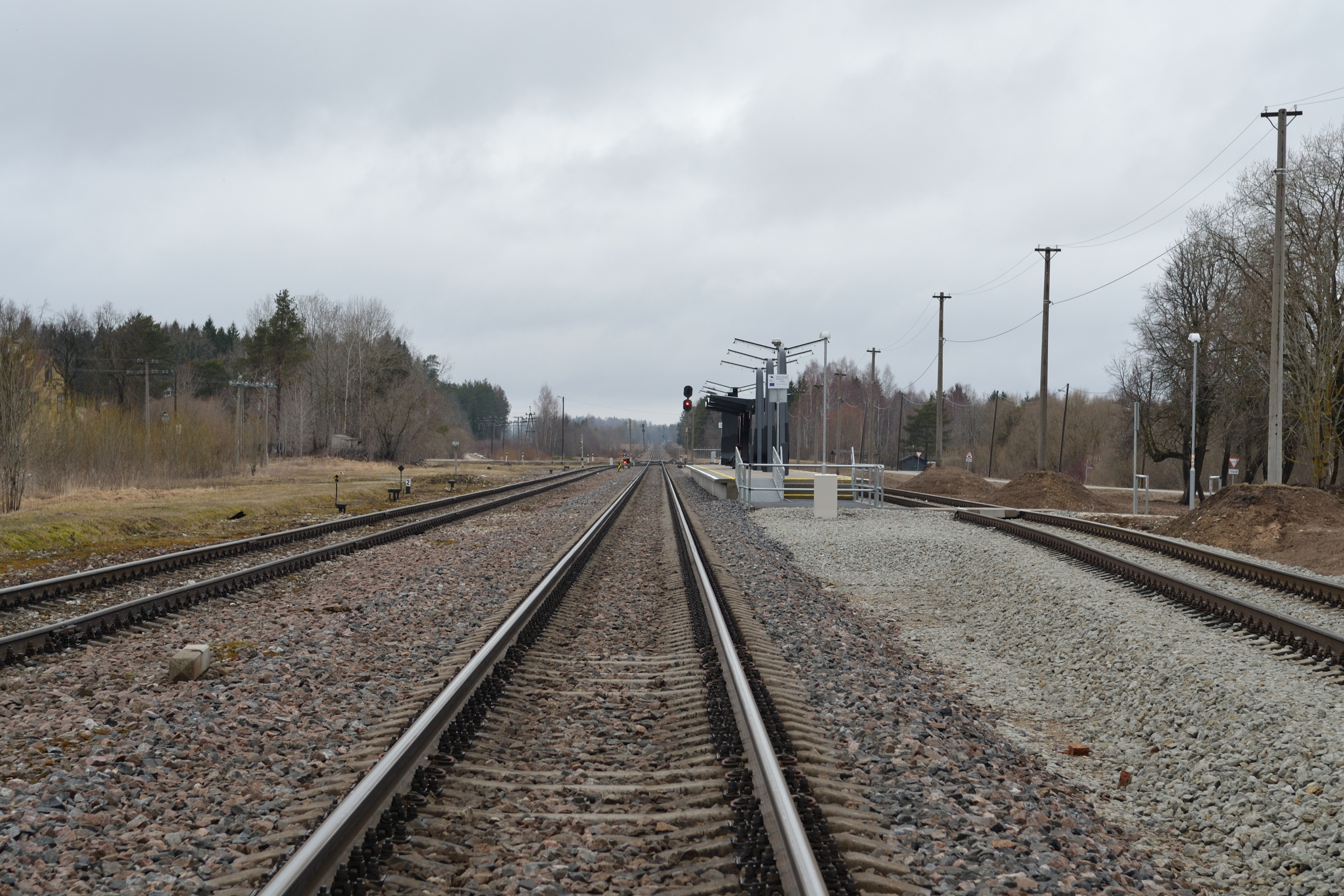
Peron
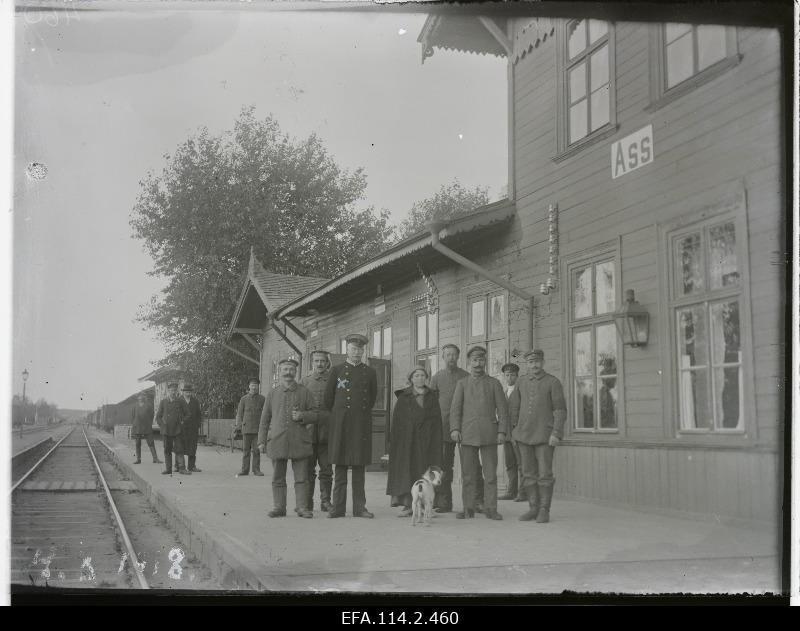
Stacja w 1918